# Claviere
Claviere (piemontesisch Claviè, okzitanisch las Clavieras, französisch Clavières) ist eine Gemeinde in der italienischen Metropolitanstadt Turin (TO), Region Piemont. 

## Lage und Einwohner
Claviere liegt in den Cottischen Alpen, knapp 100 km westlich von Turin, direkt an der Grenze zu Frankreich. Im Norden befindet sich der 3136 m hohe Mont Chaberton. Das Gemeindegebiet umfasst eine Fläche von 2 km² und hat 200 Einwohner (Stand 31. Dezember 2023).
Die Nachbargemeinden sind Cesana Torinese in Italien und Montgenèvre in Frankreich.

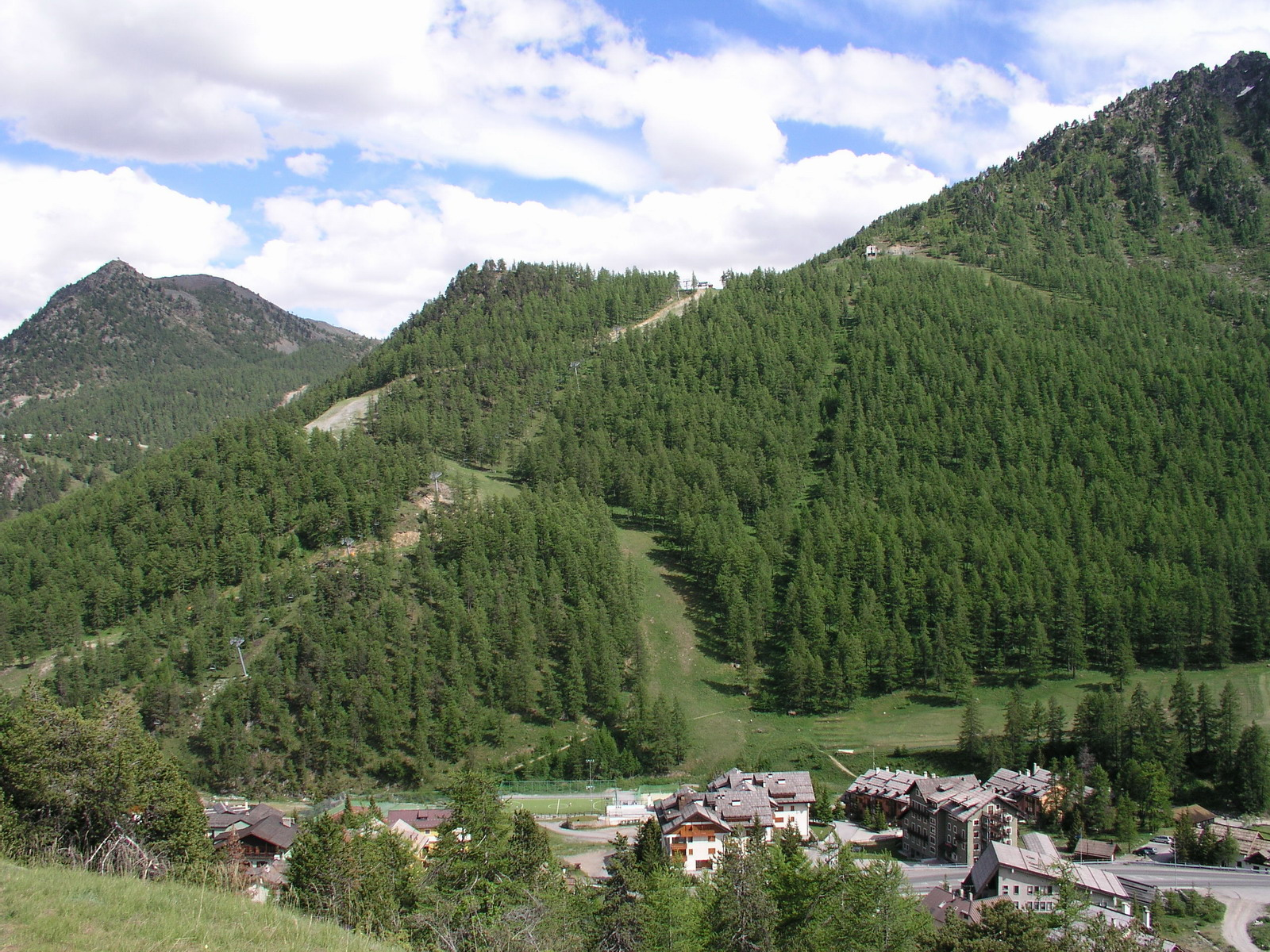
Panorama

## Sport

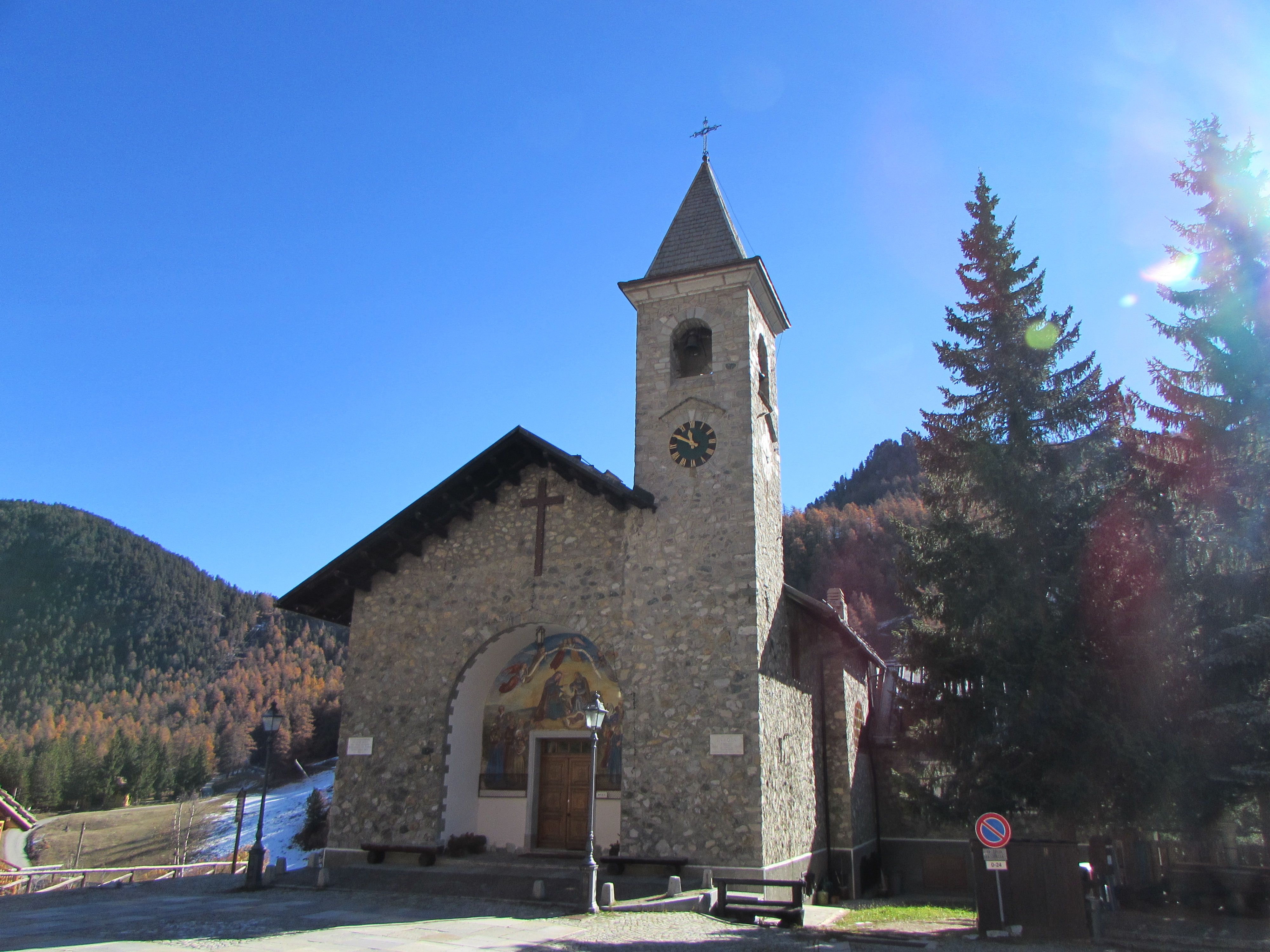
Kirche Parrocchiale

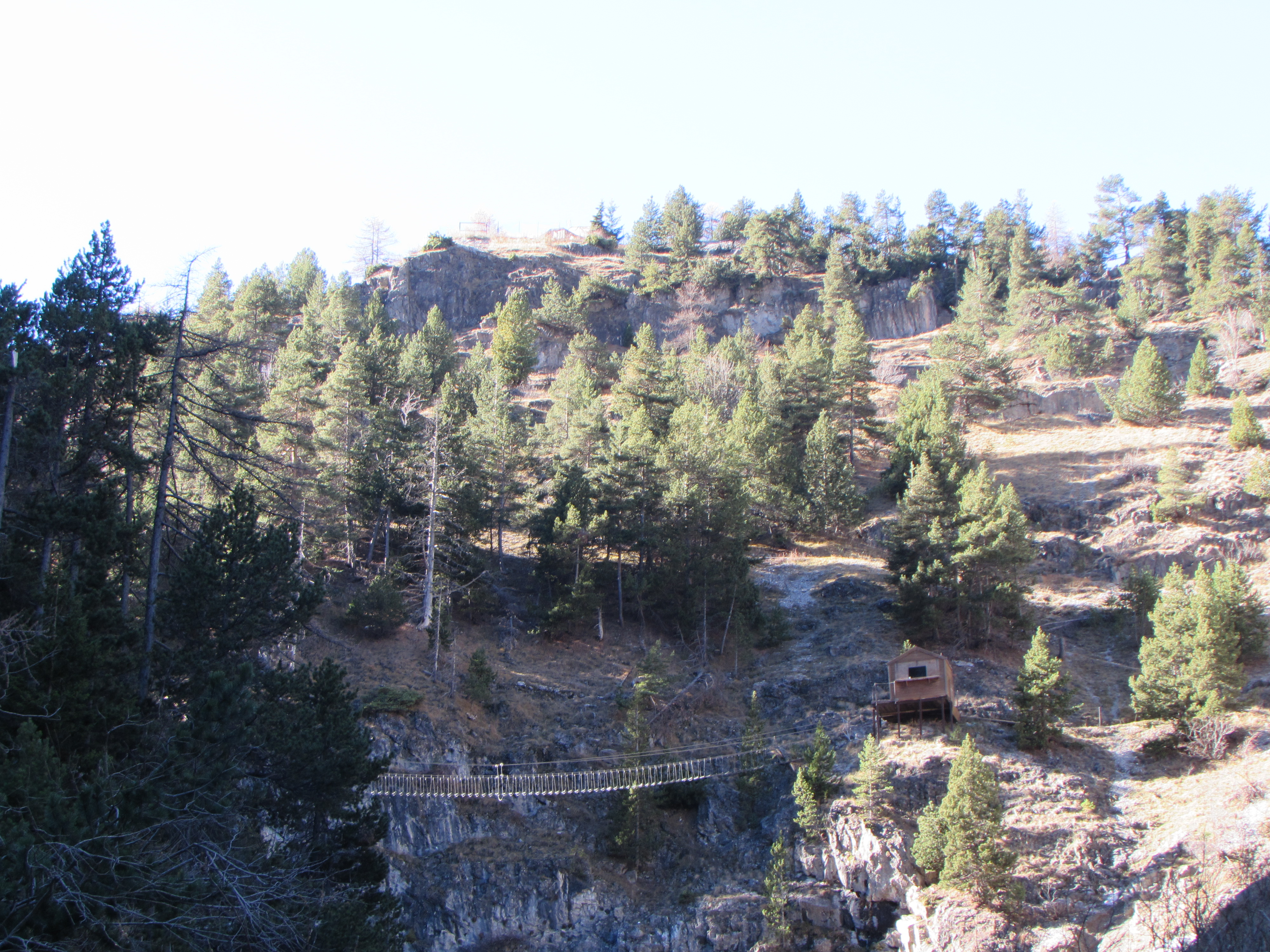
Hängebrücke Sentiero Bompard

Claviere ist Talort für eine Vielzahl von Klettersteigrouten (Schwierigkeit in Klammern): Via Ferrata Rocca Clari (D), Via Ferrata Bunker (B/C), Sentiero Sergio Bompard (A/B), Via Ferrata Mont Chaberton (C/D).
Als Teil des Skigebiets Voie Lactée ist Claviere Austragungsort nationaler und internationaler Veranstaltungen.